# M'hamed Merabti
M'hamed Merabti, né en 1944, est un homme politique algérien. Membre du Front de libération nationale, il fut député de la troisième circonscription électorale de la wilaya d'Adrar.